# Mekongiana xiangchengensis
Mekongiana xiangchengensis is een rechtvleugelig insect uit de familie Pyrgomorphidae. De wetenschappelijke naam van deze soort is voor het eerst geldig gepubliceerd in 2008 door Zheng, Huang & Zhou.